# Legionella pneumophila
Legionella pneumophila är en av ca 50 legionella-arter. Det är en vattenlevande bakterie som infekterar och reproducerar sig i amöbor. L. pneumophila kan ge upphov till en allvarlig form av lunginflammation som kallas legionärssjuka.  Bakterien sprids via vattenånga, och infekterar bakterieätande celler i lungorna.

## Utseende
Legionella pneumophila är en svagt gram-negativ coccobacillus. "Gram-negativ" är en benämning på bakterier som färgas röda av en speciell färgningsmetod som kallas gramfärgning. Bakteriernas cellmembran består av ett lager peptidoglykan. Det är uppbyggt av två sorters molekyler som innehåller socker och proteiner. Utanför peptidoglykanlagret sitter ett ytterlager som innehåller proteiner och giftiga endotoxiner. Endotoxin består av sammansatta fett- och sockergrupper och tål höga temperaturer. När en bakteriecell spricker frigörs de och kan orsaka feber eller vid rikliga mängder en dödlig chock. Coccobacillus betyder att bakterien är i ett stadium mellan coccus och bacillus, den är kort, tjock och har en oval form.

## Habitat
Legionellabakterier finns naturligt i sötvatten i till exempel floder, sjöar och i fuktig jord. De finns även i artificiella miljöer som till exempel i vattenledningar, bubbelpooler och i luftfuktare. 
 För att skaffa skydd och näring brukar bakterien bosätta sig i värdceller (protozoa, ex. amöbor) eller också fäster den sig i biofilmer (ett skikt av mikroorganismer i symbios och de kolhydrater som organismerna bildar) i konstgjorda och naturliga vattenreservoarer. Bakterien klarar höga temperatur- och pH-skillnader och har hittats i fruset vatten och vattenkällor i närheten av vulkaner.  Amöbor har en betydande roll i L. pneumophilas förmåga att överleva i dessa extrema miljöer, dels med det fysiska skyddet som amöban utgör, men det har även påvisats att L. pneumophila som fått växa i en amöba har en större motståndskraft jämfört med laboratorieodlade L. pneumophila. Amöborna utgör även ett skydd mot klor som annars används som en effektiv bakteriedödare.

## Livscykel
När L. pneumophila har fagocyteras (omslutits av en amöba eller en makrofag) bildas en vesikel (bubbla) av olika beståndsdelar i cellen till exempel mitokondrier, vesiklar eller ribosomer från endoplasmatiska retikulum runt bakterien. Vesikeln skyddar bakterien från lysosomer som vill bryta ner det främmande ämnet. Inuti vesikeln börjar bakterien växa och dela sig om den har tillgång till järn och L-cystein. När näringen i värdcellen har tagit slut antar bakterierna sin virulenta (giftiga) form. De får flageller (svansar) och blir rörliga och giftiga. Värdcellen går i apoptos eller nekros (självdör eller sprängs) och bakterierna släpps ut för att hitta nya värdceller eller biofilmer där de kan få skydd och näring. 

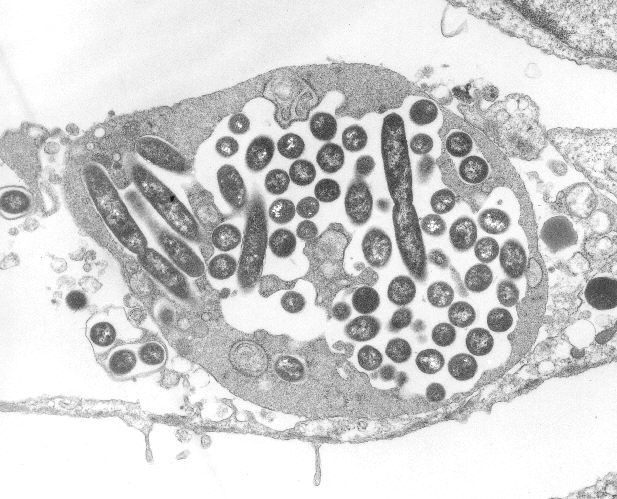
Delning i värdcell

## Spridning
Legionella pneumophila  ansamlas i stillastående vatten.  När vattentemperaturen ligger på mellan 20 och 45° växer och förökar sig bakterien, men då temperaturen understiger 20° avstannar tillväxten. L. pneuomphilas ringa storlek gör att den lätt kan följa med i vattendimma som kallas för aerosol. Bakterien sprids till människor genom inandning av kontaminerade aerosoler som finns i luften. Vattendropparna innehåller antingen fria legionellabakterier eller sådana som infekterat amöbor. Aerosoler kan bildas i olika vattensystem exempel i vissa kyltorn, i luftkonditioneringsaggregat och i duschar.  Bakterien kan inte sprida sig från människa till människa.

## Historia
Släktet Legionella upptäcktes efter ett konvent arrangerat av American Legion i Philadelphia år 1976, då många deltagande legionärer blivit svårt sjuka. Krigsveteranerna drabbades av svår lunginflammation och 29 personer dog. Dödligheten var hög eftersom man inte kände till orsaken och därför inte hade någon effektiv behandling. Anledningen till att så pass många smittades var hotellets luftkonditionering. Sjukdomen kom efter detta att kallas legionärssjukan på grund av den historiska anknytningen. Cirka sex månader efter utbrottet meddelade två utredare, Joseph McDade och Charles Shepard, från USA:s Centers for Disease Control and Prevention, att de hade hittat orsaken till insjuknandet av legionärerna; en gram-negativ bakterie. Bakterien fick sedan namnet Legionella pneumophila. Det första legionellautbrottet i Sverige var i Västerås år 1979. Sextioåtta personer blev sjuka efter att de hade besökt ett köpcentrum där ett kyltorn på byggnadens tak orsakade utbrottet.

## Sjukdomar
Legionellabakterier kan ge två olika sjukdomar, en influensalik form som kallas pontiacfeber och en lunginflammationsform, legionärssjukan. Legionellosis är ett samlingsnamn för de båda sjukdomarna. Det har påvisats att många människor bär antikroppar mot L. pneumophila utan att veta om att de har drabbats, vilket kan tyda på att många fall av legionellosis aldrig uppdagas. Ålder, rökning och nedsatt immunförsvar är faktorer som ökar risken för att drabbas av allvarlig sjukdom. Män drabbas i högre grad än kvinnor.

### Symptom, diagnos och behandling
Pontiacfebern är en mild form av influensa som inte utvecklar lunginflammation. Den är i regel ofarlig och läker av sig själv efter 2-5 dagar. Vid exponering av L. pneumophila löper man 95 % risk att insjukna. Legionärssjuka är en mer allvarlig form av legionellosis som ger inflammation i lungorna. Ca 7-24% av de som insjuknar avlider. De vanligaste symptomen är hosta och andningssvårigheter, allmän sjukdomskänsla, feber, muskelvärk samt problem med mag-tarmkanalen såsom diarré, illamående och i vissa fall kräkningar. På grund av de diffusa symptomen misstas ofta legionärssjukan för vanlig lunginflammation vilket kan leda till felaktig behandling. För att kunna ställa diagnosen används antigentest av urin, blodprov samt bakterieodling av luftvägsslem. Legionärssjukan behandlas traditionellt med antibiotika, vanligtvis fluorokinoloner (ex. ciprofloxacin) eller makrolider (ex erytromycin). Beta-laktam antibiotika (ex. penicillin), är inte verksamma mot legionärssjukan, men då de är effektiva mot vanlig lunginflammation händer det att patienter som inte testats för legionärssjukan felaktigt får penicillin. Detta kan försena diagnostiseringen av legionärssjukan vilket kan leda till ökad dödlighet. Sen eller utebliven behandling kan leda till nedsatt funktion i olika organ, såsom lungorna och njurarna. I värsta fall påverkas flera organ samtidigt och patienten avlider. Vid tidig behandling bli man oftast fullt återställd, men vissa bieffekter kan ses – både kort- och långvariga. Exempel på kortvariga bieffekter är svaghet, nedsatt kondition och försämrat minne, vilka kan sitta i flera månader. I allvarliga fall av legionärssjukan kan värre bieffekter uppstå som minnesförlust och kvarvarande nervdysfunktion.

## Förebyggande åtgärder
Som tidigare nämnts sprids inte L. pneumophila mellan personer, och därför koncentreras det förebyggande arbetet på att minska antalet bakterier i vattenkällorna. En viktig del av det förebyggande arbetet utgörs därför av rätt konstruktion av vattenledningar som förhindrar stillastående vatten samt att hålla varmvattentemperaturen över 60 grader, och därigenom motverka bakterietillväxt. Det förebyggande arbetet försvåras av L. pneumophilas förmåga att infektera amöbor därför anser vissa forskare att fokus borde ligga på att förhindra detta intrång. Legionärssjukan är en anmälningspliktig och smittskyddsspårningspliktig sjukdom, vilket innebär att den ska anmälas till landstingets smittskyddsläkare och Smittskyddsinstitutet, dessutom ska tänkbara smittspridningsvägar överses. Då individen smittats i Sverige ska miljökontoret kontaktas.

## Statistik
Årligen påvisas ca 100-150 fall av legionärssjukan i Sverige, ungefär hälften av individerna smittats utomlands.
År 2011 registrerades 128 fall i Sverige.